# نيكولا راديشيفيتش
نيكولا راديشيفيتش (بالصربية: Никола Радичевић) مواليد 25 أبريل 1994 في تشاتشاك، صربيا والجبل الأسود، هو لاعب كرة سلة صربي. بدأ مسيرته الاحترافية في سنة 2012. تم اختياره من قبل فريق دنفر ناغتس خلال الدرافت. يلعب في الدوري الإسباني لكرة السلة كلاعب هجوم خلفي. يحمل الرقم 4. يبلغ طوله 6 قدم 5 بوصة (2.0 م).

## روابط خارجية
- نيكولا راديشيفيتش على موقع الاتحاد الدولي لكرة السلة (الإنجليزية)
- نيكولا راديشيفيتش على موقع سبورتس رفرنس (الإنجليزية)
- نيكولا راديشيفيتش على موقع الدوري الإسباني لكرة السلة (الإسبانية)
- نيكولا راديشيفيتش على موقع كرة السلة الأوروبية.كوم (الإنجليزية)
- نيكولا راديشيفيتش على موقع DraftExpress.com (الإنجليزية)
- نيكولا راديشيفيتش على موقع ريلجم (الإنجليزية)
- نيكولا راديشيفيتش على موقع بروبوليرز (الإنجليزية)
- نيكولا راديشيفيتش على موقع سبورتس رفرنس (الإنجليزية)